# 中島敏
中島敏（なかじま さとし、1956年〈昭和31年〉5月18日 - ）は、日本の海上保安官。第44代海上保安庁長官。

## 人物
福井県福井市出身。福井県立羽水高等学校を経て、1979年（昭和54年）に海上保安大学校を卒業する。
海上保安官として警備救難、航行安全等の実務に携わり、根室海上保安部長、第3管区海上保安本部交通部長、政務課政策評価広報室海上保安報道官、警備救難部警備課領海警備対策官、警備救難部管理課長、総務部参事官、第8管区海上保安本部長、警備救難部長などを歴任する。
2015年（平成27年）4月、海上保安監に就任する。
2016年（平成28年）6月21日、海上保安庁長官に就任する。
2018年 (平成30年) 7月31日、海上保安庁長官退任。